# Sardes Verlag
Der Sardes Verlag war ein von den deutsch-türkischen Schriftstellern Habib Bektaş und Yüksel Pazarkaya gegründeter Spezialverlag für deutsch-türkische und türkische Literaturerzeugnisse.

## Verlagsprogramm
Das 2005 gegründete Unternehmen wurde ausdrücklich nicht als „Eigenverlag“ gegründet, sondern hatte sich allgemein der Herausgabe zeitgenössischer deutsch-türkischer sowie türkischer Literatur in Deutschland verschrieben. Dennoch waren im Verlagsprogramm zunächst hauptsächlich Werke der prominenten Verlagsgründer, die sich in ihrer verlegerischen Eigenschaft aber mehr als „Brückenbauer“ zwischen türkischer und deutscher Kultur sehen, denn als Unternehmer, zu finden.
Dass der Verlag nicht auf materiellen Gewinn abzielte, sondern vielmehr auf interkulturelle Verständigung, belegte eine möglicherweise auch humorvoll gemeinte Aussage Bektas’ gegenüber der Süddeutschen Zeitung: „weniger als 5000 Euro Verlust“ sei bei diesem Unternehmen durchaus als „Erfolg“ zu werten.
Der Sardes Verlag hat inzwischen die Verlagstätigkeit eingestellt, liefert aber seine Restbestände noch aus.

## Veröffentlichungen
- „Ein gewöhnlicher Tag“ – Erzählungen von Habib Bektaş (2005)
- „Du Gegenden“ – Gedichte von Yüksel Pazarkaya (deutsch-türkisch) (2005)
- „Farbe des Lichts“ – Gedichte von Habib Bektaş (deutsch-türkisch), Aquarelle von Gisela Aulfes-Daeschler (2006)
- „Ein Päckchen `H`“ – Erzählungen von Habib Bektaş (2006)
- „Nur um der Liebenden willen dreht sich der Himmel“ – Essays von Yüksel Pazarkaya (2006)
- „Hamriyanım - Frau Teig“ – Roman von Habib Bektaş (2007)
- „Kinder unserer Zeit“ – Sachbuch von Ralf Rupp und Ulrich Knoll (2007)
- „Allegro ma non troppo“ – Erzählungen von Haldun Taner (deutsch-türkisch) (2007)
- „Ein Gedicht, ohne Widmung“ – Lyrikband von Habib Bektaş (deutsch-türkisch) (2007)
- „40 Jahre - leicht gesagt“ – Theaterstück von Yüksel Pazarkaya (deutsch-türkisch) (2007)